# Hijos del culo
Hijos del culo es el nombre del quinto álbum de la banda argentina Bersuit Vergarabat. Tres demos de este disco quedaron registrados en el disco de rarezas "Lados BV": "Proyecto Volador", "Es Así" y "Somatizando" (ésta es una versión en vivo grabada en el Estadio Obras Sanitarias en 2000).
Para celebrar sus 25 años, el álbum será recreado, a modo de homenaje, con un doblete que tendrá lugar en el Microestadio de Ferro el 22 y 23 de agosto de 2025. Será la segunda vez que la banda hace lo suyo en este recinto.

## Certificaciones, tops y ventas
| País      | Top | Certificación | Ventas  |
| --------- | --- | ------------- | ------- |
| Argentina | 2   | Platino x4    | 100 000 |

## Lista de canciones
| N.º | Título                                                          | Letras                   | Música                      | Duración |  |
| 1.  | «El gordo motoneta»                                             | Gustavo Cordera          | Cordera, Pepe Céspedes      | 3:54     |  |
| 2.  | «La del toro»                                                   | Cordera, Daniel Suárez   | Cordera                     | 4:05     |  |
| 3.  | «El viejo de arriba»                                            | Juan Subirá              | Subirá                      | 3:26     |  |
| 4.  | «Canción de Juan»                                               | Cordera                  | Cordera, Céspedes           | 5:36     |  |
| 5.  | «Desconexión sideral»                                           | Subirá                   | Subirá                      | 4:51     |  |
| 6.  | «Porteño de ley»                                                | Alberto Verenzuela       | Verenzuela                  | 3:46     |  |
| 7.  | «Caroncha»                                                      | Cordera                  | Cordera                     | 5:05     |  |
| 8.  | «La petisita culona»                                            | Verenzuela, Oscar Righi  | Verenzuela                  | 3:37     |  |
| 9.  | «Toco y me voy» (Dedicada al jugador de fútbol Ricardo Bochini) | Subirá                   | Céspedes                    | 4:09     |  |
| 10. | «La vida boba»                                                  | Cordera                  | Cordera                     | 4:59     |  |
| 11. | «Grasún»                                                        | Subirá, Carlos E. Martín | Subirá, Martín              | 3:58     |  |
| 12. | «Negra murguera»                                                | Subirá                   | Subirá, Céspedes            | 5:50     |  |
| 13. | «La bolsa»                                                      | Martín, Cordera, Subirá  | Verenzuela, Righi, Céspedes | 3:32     |  |
| 14. | «Veneno de humanidad»                                           | Subirá                   | Céspedes, Cordera           | 5:17     |  |
| 15. | «Es importante»                                                 | Céspedes, Cordera        | Céspedes, Cordera, Martín   | 3:29     |  |

## Músicos
- Gustavo Cordera: Voz y secuencia en 10.
- Daniel Suárez: Voz en 12 y 13, voces corales.
- Germán Sbarbati: Voz en 12, voces y arreglo de voces corales.
- Juan Subirá: Teclados, acordeón en 5, 13 y 14, personajes en 11, 12 y 15, voz en italiano en 10, coros en 3 y 9.
- Alberto Verenzuela: Guitarras, voz en 6, armónica en 7, coros.
- Oscar Righi: Guitarra eléctrica y coros.
- Pepe Céspedes: Bajo, bajo moog en 10, guitarra eléctrica en 1, guitarra acústica en 4, 5, 7, 11, 12 y 15, voz en 7, programación en 7, 10 y 14, coros.
- Carlos Martín: Batería.

## Invitados
En Negra murguera y Es importante:
- Alejandro Balbis (Falta y resto): arreglo, voz y dirección de coros (uruguayos).
- Felipe Castro y Pablo Milici: coro uruguayo ídem, batería de murga.
- Raúl García (Contrafarsa): redoblante.
- Jorge "Loquillo" Garrido (Falta y resto): bombo.
- Gerardo "Batata" Cánepa: platillos.

En Desconexión sideral y Es importante:
- Rubén "Mosca" Bloise: tamboriles uruguayos y tambor chico.
- Jorge Hebert Luna: tambor repique.
- Juan Carlos Prieto: tambor piano.

En Buenos Aires:
- Bam Bam Miranda: Congas en 3, 11 y 13; Cajón en 11; Udú, mbara y accesorios en 7.
- Javier Casalla: Violín en 4 y 8.
- Néstor Acuña: Acordeón en 8 y 11.
- Alejandro Caraballo: Bombo murguero en 9.

En Los Ángeles:
- Gustavo Santaolalla: chapas en 10, redoblante en 12, glockenspiel en 4, coros y arreglo de coros, vientos, cuerdas.
- Ramón Stagnaro: guitarra flamenca en 2.
- Aníbal Kerpel: Hammond, teclados adicionales.
- Joe Rotondi: Piano en 12.
- David Stout: Trombón y arreglo brass en 4.
- Michito Sánchez: Percusión y accesorios en 3, 8 y 9.

## Trivialidades
- La canción "El gordo motoneta" describe la personalidad del propio Gustavo Cordera.
- La canción "La del toro" fue escrita durante la gira que la banda realizó en España en el año 1999.
- La canción "El viejo de arriba" relata el momento en que Juan Subirá fue increpado por un vecino que se encontraba molesto debido a las constantes fiestas que el músico realizaba en su casa. El vecino lo golpeó con la culata del arma y, a modo de amenaza, disparó al suelo, rozando la bala en una de las piernas del músico.
- La canción "Canción de Juan" relata los momentos posteriores a los sucesos relatados en la canción anterior, aunque también existe una versión que cuenta que Subirá se intoxicó con unas galletas hechas con marihuana y creyó estar al borde de la muerte.
- La canción "Desconexión sideral" está inspirada en el cuento "Calidoscopio", de Ray Bradbury, incluído en el libro El hombre ilustrado.
- La canción "Caroncha" fue dedicada a un amigo de barrio de Gustavo Cordera que había fallecido. Un amigo que, según deja en claro la letra de la canción, había sido maltratado durante su niñez.
- La canción "Toco y me voy" surgió en forma espontánea cuando Céspedes y Subirá se encontraban mirando algún partido del Mundial de Fútbol de 1998. Céspedes comenzó a tocar la melodía en un piano y Subirá improvisó la letra.
- La canción "Negra murguera" surgió de un sueño donde Juan Subirá, autor de la letra, soñaba a una murga tocando.
- La canción "La bolsa" fue escrita durante un asado e interpretada esa misma noche, hacia fines del año 1998. Fue dedicada al cantante La Mona Jiménez, exponente del cuarteto, género que aborda la canción.

## Videoclips
- «La del toro»
- «Negra Murguera»
- «La Bolsa»